# 中国致公党福建省委员会
中国致公党福建省委员会，简称致公党福建省委、福建致公党，是中国致公党在福建省的地方组织。